# Перл (Іллінойс)
Перл (англ. Pearl) — селище (англ. village) в США, в окрузі Пайк штату Іллінойс. Населення — 103 особи (2020).

## Географія
Перл розташований за координатами 39°27′46″ пн. ш. 90°37′11″ зх. д. / 39.46278° пн. ш. 90.61972° зх. д. (39.462718, -90.619657).  За даними Бюро перепису населення США в 2010 році селище мало площу 4,13 км², з яких 3,91 км² — суходіл та 0,22 км² — водойми.

## Демографія
Згідно з переписом 2010 року, у селищі мешкало 138 осіб у 51 домогосподарстві у складі 34 родин. Густота населення становила 33 особи/км².  Було 82 помешкання (20/км²).
Расовий склад населення:
| - 95,7 % — білих - 0,7 % — чорних або афроамериканців |

До двох чи більше рас належало 3,6 %. Частка іспаномовних становила 1,4 % від усіх жителів.
За віковим діапазоном населення розподілялося таким чином: 30,4 % — особи молодші 18 років, 57,3 % — особи у віці 18—64 років, 12,3 % — особи у віці 65 років та старші. Медіана віку мешканця становила 33,5 року. На 100 осіб жіночої статі у селищі припадало 115,6 чоловіків;  на 100 жінок у віці від 18 років та старших — 113,3 чоловіків також старших 18 років.
Середній дохід на одне домашнє господарство  становив 29 243 долари США (медіана — 21 750), а середній дохід на одну сім'ю — 34 417 доларів (медіана — 34 167). За межею бідності перебувало 41,6 % осіб, у тому числі 50,5 % дітей у віці до 18 років та 15,6 % осіб у віці 65 років та старших.
Цивільне працевлаштоване населення становило 53 особи. Основні галузі зайнятості: освіта, охорона здоров'я та соціальна допомога — 30,2 %, роздрібна торгівля — 22,6 %, виробництво — 13,2 %, будівництво — 11,3 %.